# Thorsten Schulte
Thorsten Schulte, Pseudonym Silberjunge (* 18. März 1973), ist ein deutscher Autor. Kritiker sehen in seinen politischen Publikationen rechtsextreme Verschwörungstheorien und Geschichtsrevisionismus. Sie ordnen ihn dem neurechten Populismus und den AfD-Sympathisanten zu. Schulte tritt nahezu ausschließlich in umstrittenen „Alternativmedien“ in Erscheinung, darunter der  Kopp Verlag, Compact Magazin, Nuoviso und KenFM. Schulte betätigte sich als Redner an Protesten gegen die Coronamaßnahmen.

## Leben
Thorsten Schulte absolvierte eine Ausbildung zum Bankkaufmann. Von 1999 bis Mitte 2008 arbeitete er als Investmentbanker für die DZ-Bank in Frankfurt, zwischendurch für die HSH Nordbank und für kurze Zeit auch in der Deutschen Bank. Danach machte er sich als Unternehmensberater selbständig.
Zwischen 2010 und 2017 veröffentlichte Thorsten Schulte drei Sachbücher im umstrittenen Kopp Verlag, die ersten beiden zu Themen der Geldanlage, das dritte Buch Kontrollverlust zu politischen Themen. Im Oktober 2019 erschien im von ihm gegründeten Eigenverlag das Buch Fremdbestimmt. Außerdem schrieb er bis 2017 als „FOCUS online-Experte“ Gastkolumnen im Focus.
Schulte behauptete, seine Publikationen würden vom deutschen Buchhandel teilweise boykottiert, weil sie als AfD-nah, verschwörungstheoretisch und populistisch angesehen werden. Dabei vermutete Georg Meck  in der FAZ, dass erst die Ablehnung von Buchhändlern das Interesse an der Publikation verstärkt habe (Streisand-Effekt). Die Buchhandelskette Thalia habe daraufhin ihre Verkaufspolitik geändert.

## Politische Betätigung
Schulte trat im Alter von 14 Jahren in die Junge Union ein und war bis Oktober 2015 Mitglied der CDU.
Im Bundestagswahlkampf 2017 hielt er Vorträge auf AfD-Veranstaltungen, in denen er die Thesen seiner Bücher und seines Vereins präsentierte.
Im Juni 2020 trat Thorsten Schulte als Redner bei einer Pegida-Veranstaltung auf. Im gleichen Jahr berichtete er auf der „Konferenz für Grenzwissen“ in seinem Vortrag mit dem Titel „Fremdbestimmt – 120 Jahre Lügen und Täuschungen“, die Abschaffung der deutschen Nationalität hin zu „einer negroiden Zukunftsrasse“ werde seit den 1920er Jahren forciert. Die Thesen folgen dem rechtsextremen Verschwörungs-Narrativ vom „Großen Austausch“.
Im November 2020 gehörte er zu einer Besuchergruppe, die von den AfD-Bundestagsabgeordneten Udo Hemmelgarn, Petr Bystron und Hansjörg Müller in den Reichstag eingeladen wurde und Unruhe verbreitete.
2016 gründete er mit Bernd Lucke den in Bautzen registrierten Verein „Pro Bargeld – Pro Freiheit“ und ist seitdem Vorsitzender. Schulte bestreitet eine „politische Rechtslastigkeit“ des Vereins.

## BuchKontrollverlust(2017)
Schultes drittes Buch, Kontrollverlust, erreichte laut Buchreport Ende September 2017 den ersten Platz der Sachbuch-Bestsellerliste des Spiegels. Das Vorwort „Freiheit, die wir meinen“ verfasste Willy Wimmer.
Georg Meck (FAZ) charakterisierte den Inhalt des Buches als das, „was AfD-Anhänger gerne lesen, aber auch was CDU/CSU-Leute so schon formuliert haben.“ Damit bezieht er sich auf die von Schulte behaupteten Vertragsbrüche in Flüchtlings- wie Euro-Krise hinsichtlich Dubliner Übereinkommen und Maastricht-Vertrag sowie die Nullzinspolitik von EZB-Präsident Mario Draghi. Außerdem kämpfe Schulte gegen die Abschaffung des Bargelds, für mehr direkte Demokratie und für die Freiheit, auch in Deutschland Waffen tragen zu dürfen. Meck findet jedoch bei Schulte, der der Mitte der Gesellschaft entstamme, wie zu erwarten sei, keine Aufrufe zur Gewalt, auch kein „völkisches, rechtsextremes Gedankengut“. Die Union habe Schultes Meinung nach ihre Werte verraten, habe sich radikalisiert, eine These, mit der er sich nach Meck „auf die Frustrierten und Verfemten in der CDU“ stützt.

Gerrit Bartels meint, das Buch passe gut zum Sortiment des Kopp Verlags. Er hebt in der Rezension des Tagesspiegels Schultes Kritik an der Finanz- und Flüchtlingspolitik der Merkel-Regierung hervor, sein Plädoyer für die Beibehaltung des Bargelds, seine Investitionsberatung. Merkel habe nach Schultes Auffassung in der Zuwanderungspolitik einen Rechtsbruch begangen, Schulte berechne außerdem immense Kosten der Zuwanderung und spreche sich „in diesem Zusammenhang“ für das angebliche Naturrecht auf Selbstverteidigung durch private Schusswaffen aus. 
„Thorsten Schulte lehrt mit seiner verschwörungstheoretischen Schrift das Gruseln, und auf den einschlägigen Internetseiten finden sich einmal mehr die üblichen Vorwürfe, die „Mainstreammedien“ und der Buchhandel würden das Buch ignorieren und boykottieren. Was seinen Erfolg nur befördert – einen Bucherfolg, der nach dem Einzug der AfD in den Bundestag ins Bild passt, zumal Schulte auf AfD-Wahlkampfveranstaltungen Vorträge hielt. Da-didel-dum, der Populismus geht um.“
Denis Scheck bezeichnete Schulte in der ARD-Sendung Druckfrisch 2017 aufgrund der Äußerungen in Kontrollverlust als „durchgeknallten Verschwörungstheoretiker“:
„Selten hatte ich den Eindruck, so direkt an den Stromkreis des populistischen Wahnsinns angekoppelt zu sein wie in diesem Pamphlet eines Investmentbankers, der vor der drohenden Abschaffung unseres Bargelds warnt – und in seinem Appell zur Stärkung individueller Freiheitsrechte auch gleich noch Schusswaffen für alle fordert.“

## Positionen

### Investitionen in Silber
2010 erklärte er, warum er seit 2001 auf Silber setzt. Er ging von der wirtschaftlichen Bedeutung des Silbers aus und stützte sich unter anderem auf ein Gutachten der Bundesregierung, dass 2030 78 % der gesamten Silberförderung von den Zukunftstechnologien „aufgesaugt“ würden. Er war mit 80 % Eintrittswahrscheinlichkeit davon überzeugt, dass der Silberpreis 2010/11 auf 25 bis 30 Dollar steigen werde und 2012/13 sogar auf 100 Dollar je Feinunze. „Wir sind davon überzeugt, dass das Silber auf 100 Dollar bis 2012/13 durchstarten wird.“ Abweichungen von diesen Prognosen erklärte er durch veränderte Wirtschaftslage und die Manipulation des Preises über 4 große anonyme Akteure auf dem Silbermarkt. Schulte spricht sich für „antizyklisches Investieren“ aus und wirbt daher für Silber als Vermögensanlage, weshalb er sich selbst auch „Silberjunge“ nennt. Er sieht im physischen Besitz von Silber den besten Schutz vor Inflation.

### Proteste gegen Coronaschutzmaßnahmen
Schulte trat bei der Demonstration gegen die Corona-Maßnahmen am 1. August 2020 im Rahmen der „Querdenken“-Bewegung in Berlin als Hauptredner auf und forderte die Abdankung der Bundesregierung wegen der Corona-Maßnahmen. Er „bediente das übliche Populistenvokabular“, zitierte Tacitus und sprach „von zu vielen Gesetzen“ und „Fremdbestimmung“, so der Spiegel.
Schulte und der Gründer von Querdenken 711, Michael Ballweg, haben sich inzwischen überworfen. Schulte wurde für die Demo von Querdenken am 29. August 2020 ausgeladen und habe am Tag der Veranstaltung aus der „Frankfurter Allgemeinen Sonntagszeitung“ erfahren, dass er nicht mehr bei Querdenken sprechen dürfe. Noch am 5. August 2020 habe er Ballweg im letzten Telefonat gebeten, „alles gegen eine Spaltung zu unternehmen“. Diese werde „jetzt sicher von außen in die Bewegung getragen“, so Schulte. Auf der Querdenken-Kundgebung am 14. November 2020 in Regensburg trat Schulte wieder als Redner auf.
Schulte behauptete, der vermeintliche „Sturm auf den Reichstag“ am 29. August 2020 sei von V-Leuten des Verfassungsschutzes ausgelöst worden.
Mit Hilfe der AfD-Bundestagsabgeordneten Hansjörg Müller und Udo Hemmelgarn verschaffte Schulte sich am 18. November 2020 am Rande einer Coronaleugner-Demonstration Zugang zum Bundestag. Gemeinsam mit zwei anderen Personen filmte und beschimpfte er dort Abgeordnete und Bundeswirtschaftsminister Peter Altmaier. Bereits im Vorfeld hatte Schulte auf seinem Telegram-Kanal angekündigt, an diesem Tag im Bundestag zu sein, um sich dort gegen die „Merkel-Speichellecker“ einzusetzen. Er und andere seien „ordnungsgemäß angemeldet“.

## Kritik
Daniel Schönwitz von der Wirtschaftswoche zählt Schulte zu den Finanzexperten und -dienstleistern, die „mit düsteren Prognosen“ arbeiten und zugleich „simple Lösungen propagieren“, was „frappierend an die Populisten in der Politik“ erinnere.
Christoph Giesa, auf den sich Schönwitz bezieht, sieht hinter der Anlageberatung die Überzeugung, dass allein ein Crash einen Systemwechsel ermögliche – weg von Euro, EZB und EU. Er hält die  Anlagestrategien damit für politisch motiviert.
Schulte veröffentlichte einen Teil seiner Sachbücher im Kopp Verlag, der unter anderem rechtspopulistische, verschwörungstheoretische und esoterische Buchtitel verlegt. Schulte äußerte zu seiner Verlagswahl, er habe sich bewusst aus Solidarität mit Verlag und Autoren dazu entschieden, weil er „Gesinnungsterror“ ablehne, obwohl er kein Freund von Esoterik- und UFO-Literatur sei. Sein Buch Fremdbestimmt: 120 Jahre Lügen und Täuschung veröffentlichte er in seinem Eigenverlag (siehe oben).
Schulte bezeichnete Angela Merkel in einer Rede vor Kritikern der Corona-Einschränkungen in Dortmund am 4. Juli 2020 als „Marionette fremder Einflüsterer“ und bediente nach Auffassung Michael Klarmanns (Blick nach Rechts) verschwörungsideologische Theorien mit Bezug auf die Rockefeller Foundation und George Soros.

## Veröffentlichungen
- Silber – das bessere Gold. Der kommende Silberboom und wie Sie von der Krise profitieren können. Kopp, Rottenburg 2010, ISBN 978-3-942016-48-3.
- Vermögen retten. In Silber investieren. Kopp, Rottenburg 2011, ISBN 978-3-86445-021-1.
- mit Bruno Bandulet, Peter Boehringer, Marc Faber, Dimitri Speck: Insiderwissen Gold. Fünf Experten beantworten die wichtigsten Fragen zum deutschen Staatsgold und zur dreisten Goldpreis-Manipulation. Kopp, Rottenburg 2015, ISBN 978-3-86445-170-6.
- Kontrollverlust. Wer uns bedroht und wie wir uns schützen. Mit einem Vorwort von Willy Wimmer. Kopp, Rottenburg 2017, ISBN 978-3-86445-492-9.
- Fremdbestimmt: 120 Jahre Lügen und Täuschung. Eigenverlag VFFW, Bautzen 2019, ISBN 978-3-9821265-0-0.
- mit  Michael Hesemann: Die große Täuschung: John F. Kennedys Warnung & die Bedrohung unserer Freiheit. FFW – Buchverlag Nidwalden GmbH, Ennetmoos 2024, ISBN 978-3-9525981-0-8.